# حركة أوراسيا
حركة أوراسيا هي حركة سياسية روسية تأسست في عام 2001 من قبل عالم السياسة ألكسندر دوغين. تتبع المنظمة الأيديولوجية الأوروبية الآسيوية الجديدة التي تتبنى مزيجًا انتقائيًا من القومية الروسية والعقيدة الأرثوذكسية ومعاداة الحداثة وحتى بعض الأفكار البلشفية. تعارض المنظمة القيم «الأمريكية» مثل الليبرالية والرأسمالية والحداثة.

## انظر ايضا
الأوراسية